# Jörn Maier
Jörn Maier (* 26. April 1971 in Elmshorn) ist ein deutscher American-Football-Trainer.

## Laufbahn
Maier war 1991 Gründungsmitglied der Elmshorn Fighting Pirates. Zwischen 1995 und 1998 gehörte er zum Trainerstab der Southern Oregon University in den Vereinigten Staaten und war dort für die Position Defensive Back zuständig. In der Saison 1999 betreute Maier bei den Aschaffenburg Stallions in der höchsten deutschen Spielklasse GFL die Runningbacks, bei den Frankfurt Ravens war er in der 2000er Spielzeit Cheftrainer. 2001 stieß Maier zum Trainerstab von Rhein Fire und betreute bei der Düsseldorfer Mannschaft in der NFL Europe die Spieler auf der Linebacker-Position. Dieses Amt übte er bis 2005 aus. Mit den Rheinländern stand er 2002 und 2003 im World Bowl.
Es folgte in der Saison 2005 beim Zweitligisten Lübeck Cougars eine Anstellung als Cheftrainer, 2006 war er bei den Kiel Baltic Hurricanes für die Linebacker zuständig und stieg mit der Mannschaft in die erste Liga auf. Maier kehrte nach Lübeck zurück und hatte von 2007 bis 2009 bei den Lübeck Seals das Cheftraineramt inne. Von 2010 bis 2012 war er erneut in Kiel tätig und kümmerte sich im Trainerstab des Erstligisten Baltic Hurricanes um die Position des Defensive Backs sowie die Spieler mit Spezialaufgaben. 2010 wurde er mit den Fördestädtern deutscher Meister und 2011 sowie 2012 deutscher Vizemeister. Gleichzeitig fungierte er von 2007 bis 2015 als Cheftrainer des Landesjugendauswahl Schleswig-Holsteins und war 2009 sowie 2010 als Offensivkoordinator der deutschen Frauen-Nationalmannschaft beschäftigt. In einer zweiten Amtszeit betreute Maier in der 2013er Saison die Lübeck Seals als Cheftrainer, 2014 war er für die Elmshorn Fighting Pirates als Trainer für die Angriffsformation zuständig, ehe er bei seinem Heimatverein im Vorfeld der 2015er Spielzeit das Cheftraineramt antrat. 2015 musste der Abstieg aus der zweiten Liga hingenommen werden. Der zunächst hauptberuflich bei einer Bank und später im Sozialwesen tätige Maier führte die Elmshorner 2017 in die GFL 2 zurück, 2019 gelang den Holsteinern unter Maiers Leitung als Cheftrainer erstmals in der Vereinsgeschichte der Sprung in die höchste deutsche Spielklasse, die GFL. Die Saison 2020 fiel aufgrund der COVID-19-Pandemie aus, im Dezember 2020 gab der Verein bekannt, auf sein GFL-Teilnahmerecht 2021 zu verzichten, Maier gab gleichzeitig sein Traineramt in Elmshorn ab.
2023 wurde er Trainer der wiederbelebten Jugendauswahl des Landesverbandes Schleswig-Holsteins.